# Família Nijō
La família Nijo (Nijo-ke, escriptura correcta: Nijo) era una família de nobles i aristòcrates de la cort, una branca de la família Kujo del clan Fujiwara del nord. La seva condició de nobles de la cort era la de família regent, i la seva condició de membres de la noblesa era la de família de ducs. L'escut de la família és Nijo Fuji.

## Història
Període feudal
La família té les seves arrels a Nijō Yoshizane, el segon fill de Kujō Michiie a mitjans del període Kamakura. Va començar quan Yoshizane va heretar la finca Higashi-Nijo-in del seu pare, va viure a Nijo-Kyogoku i va prendre el nom de Nijo. Yoshizane es va convertir en regent el 1242, i els seus descendents es van convertir en una de les cinc famílies regents.
Al final del període Kamakura, Dohira va participar en el complot de l'emperador Godaigo per enderrocar el shogunat, mentre que el seu germà petit Michimoto servia a la Cort del Sud.
Durant el període Sengoku, el cap de la família, Nijō Tadafusa, s'allotjava a Yamaguchi, província de Suo, confiant en Ōuchi Yoshitaka, quan va ser atrapat en l'incident de Tainenji (Rebel·lió de Sue Harukata) i assassinat.
En el període Edo, el salari de la família era de 1.700 koku, i més tard de 1.780 koku. {Nota n. 1} Durant el període Edo, la mansió estava situada a una illa a l'est de la Porta Nord d'Imadegawa. Entre els seus vassalls hi havia diversos nobles, com les famílies Kitakoji, Oki, Matsunami, Kono, Nishimura, Fujiki i Tsubata, i entre els seus samurais hi havia les famílies Obata, Tsubata, Okamoto, Murata, Takada i Noma.
Durant el període de la Restauració Meiji al final del període Edo, Nijō Nariyoshi es va convertir en el regent, però com que va donar suport a la idea d'unir la cort imperial i el shogunat i va oprimir els nobles de la cort pro-imperial i anti-estrangers, va ser destituït després de la restauració del domini imperial i se li va prohibir servir a la cort imperial. Més tard va ser indultat i nomenat Omiya Goyōka i Muskkan Gatekeeper.

## Després del període Meiji
Quan els funcionaris administratius el 17 de juny de 1869 van fusionar els nobles i les famílies daimyo per crear el sistema de noblesa, la família Nijo també va ser catalogada com una família noble a la noblesa. El 1871, Nariyoshi es va jubilar i el seu fill adoptiu Motohiro (el vuitè fill de Kujo Naotada) va heretar el cap de família.
La beca familiar, establerta el 10 de desembre de 1870, era de 818 koku en termes moderns d'arròs. {nota n. 2} Segons l'Ordenança per a l'emissió de bons d'or-roca del 5 d'agost de 1876, l'import dels bons d'or-roca emesos a canvi del seu estipendi familiar era de 35.000 iens (el 154è entre els destinataris d'aquest estipendi entre la noblesa).
Amb la promulgació de la Llei de noblesa el 7 de juliol de 1884, que va canviar la noblesa a un sistema de cinc rangs, Motohiro, com a antic regent, va rebre el títol de duc.
El 1902, el segon fill de Nariyoshi, Masamaro, es va separar de la família i va establir la família Nijo Baron.
Després de la mort de Motohiro el 1919, el seu fill gran, Atsushi, va heretar el títol. Durant el primer període Showa sota Atsushi, la residència familiar del duc de Nijo es trobava a Yoyogi Tomigaya-cho, barri de Shibuya, Tòquio.
Quan Atsunori va morir el 1927, el tercer fill de Masamaro, Takenori, va ser adoptat per Atsunori a la família principal i es va convertir en el tercer duc. Takemoto té un doctorat en enginyeria i va ser director adjunt de l'Oficina de Radiocontrol del Ministeri de Correus i Telecomunicacions i més tard com a sacerdot en cap del Santuari d'Ise Omiya.

## Propietaris successius
| - Nijo Yoshimi (1216 - 1271) - Nijō Shichu (1254 - 1341) - Nijo Kaneki (1268 - 1334) - Nijō Michihei (1287 - 1335) - Nijo Yoshiki (1320 - 1388) - Nijo Shira (1345 - 1382) - Nijō Shitsugu (1356 - 1400) - Mitsuki Nijo (1383 - 1411) - Nijo Mochiki (1390 - 1445) - Nijo Mochitsu (1416 - 1493) | - Nijo Masatsugu (1443 - 1480) - Naoki Nijo (1471 - 1497) - Nijō Yūbō (1496 - 1551) - Nijo Haruyoshi (1526 - 1579) - Nijo Akimi (1556 - 1619) - Yasumichi Nijo (1607 - 1666) - Kohei Nijo (1625 - 1682) - Nijo Tsunahei (1672 - 1732) - Nijo Yoshitada (1689 - 1737) - Nijō Sōhee (1718 - 1738) | - Nijō Muneki (1727 - 1754) - Nijo Shigeyoshi (1751 - 1768) - Harutaka Nijo (1754 - 1826) - Nijo Saitsu (1781 - 1798) - Nijo Hishinobu (1788 - 1847) - Hitoshi Nijo (1816 - 1878) - Motohiro Nijo (1859 - 1928) - Atsuki Nijo (1883 - 1927) - Nijo Hiroki (1911 - 1985) - Mototaka Nijo (1944 -) |

## Cases sucursals
Branca del cognom

Com a branca de la família reial, hi ha la família Tomikoji, que va ser fundada a finals del període Kamakura per Nijo Michihei. L'estatus familiar com a família pública de la mateixa família és una mitja família, i l'estatus familiar com a família xinesa és una família vescomte[. Per a més detalls de la família, vegeu Família Tomikoji.
El dinovè fill de Nijo Harutaka, Matsuzono Takaon, va tornar del temple de Nara Kofukuji a principis de l'era Meiji i va fundar la família Shoen, una família noble. Més tard, es va formar part de la família baronial del poble xinès (l'anomenada "família xinesa Nara"). Per a més informació sobre la família, vegeu Família Shoen.
Baronia de Nijo

L'avantpassat d'aquesta família és Masamaro, el quart fill del regent Sekihaku Nijo Saitaka a finals del període Edo. Quan Hitoshi es va retirar a Meiji 4, Masamaro encara no havia nascut, i el patriarca de la família Nijo va ser adoptat per Motohiro, el vuitè fill de Kujo NaotadaKasumi Kaikan Hua Genealogia de la família Taisei Comitè Recopilatori 1996, p. 324.</ref> Quan Masamaro es va separar del duc de Nijo el desembre de Meiji 35 i va establir una família, va sol·licitar la investidura, i com a resultat de les deliberacions del Ministeri de la Casa Imperial, es trobava en una posició similar a la de MasamaroBaró Ichijo Miki va ser nomenat baró de la família xinesa[20].
Masamaro va ser elegit a la Cambra dels Lords com a baronia i va servir com a membre[21]. Masamaro va morir el 18 de febrer, Showa 4, i Toyoki Nijo va heretar la baronia i el patrimoni, però Toyoki va morir en batalla el 3 d'agost de 1996. Hi ha una base regular en el fill de Toyoki.